# Gardenian
Gardenian war eine schwedische Melodic-Death-Metal-Band aus Göteborg, die im Jahre 1996 gegründet wurde, sich 2004 zwischenzeitlich auflöste und sich 2013 wiedervereinigte und sich 2016 wieder auflöste.

## Geschichte
Gardenian wurde im April 1996 von Schlagzeuger Thim Blom und Sänger/Gitarristen Jim Kjell gegründet. Im Anschluss traten auch Gitarrist Niclas Engelin und Bassist Håkan Skoger der Band bei. Später im Jahre 1996 nahm die Band die erste Demo auf und sendete sie an Listenable Records, womit die Band schließlich einen Vertrag erreichen konnte. Man buchte das Studio Fredman noch im selben Jahr, sodass die Band ihr erstes Studioalbum aufnehmen konnte.
Im Jahre 1997 veröffentlichte Gardenian das Debütalbum Two Feet Stand. Nach der Veröffentlichung war die Band aufgrund des fehlenden Interesses des Labels Listenable Records kaum aktiv. Zu diesem Zeitpunkt entschied sich Niklas Engelin der Band In Flames beizutreten, um mit diesen auf Tour zu gehen. Durch das fehlende Interesse des Labels, entschied sich die Band den Kontakt mit Listenable Records abzubrechen, sodass die Band nun selbst für sich entscheiden konnte. Bassist Håkan Skoger fühlte sich dafür jedoch nicht bereit, sodass er sich mehr auf sein anderes Projekt Headplate konzentrierte.
Kurze Zeit später unterschrieb die Band einen Vertrag bei Nuclear Blast. Im Jahre 1999 nahm Gardenian das zweite Album namens Soulburner auf, welches wieder im Studio Fredman aufgenommen wurde. Auf diesem Album waren Eric Hawk (ex-Artch) und Sabrina Khilstrand (ex-Ice Age) als Gastsänger zu hören. Nachdem Soulburner veröffentlicht worden war, ging Gardenian mit Bands wie In Flames, Dark Tranquillity, Children of Bodom, Hypocrisy, The Kovenant und Evereve auf Tour.
Im Jahre 2000 nahm die Band das dritte Studioalbum Sindustries auf. Das Album wurde im Abyss Studio aufgenommen und von Peter Tägtgren produziert. Kurz nach der Veröffentlichung von Sindustries fühlte sich Gardenian durch die schlechte Behandlung durch Nuclear Blast enttäuscht, sodass sich die Band von dem Label trennt. Im Jahre 2003 veränderte sich das Line-Up der Band stark, sodass sich die Band 2004 auflöste.
Nachdem die Band einen Auftritt auf dem Gothenburg Sound Festival im Januar 2013 hatte, beschlossen die Mitglieder wieder zusammen Musik zu machen.
Dabei gab die Band ebenfalls an, bereits an neuen Songs zu arbeiten. Jedoch sei unbekannt, wann mit den Aufnahmen begonnen werden und wie das neue Album klingen wird. 2016 gab die Band bekannt, dass Mangels Interesse, wohl nie ein neues Album herauskommen wird. Die Band wurde für tot erklärt: 

„Well guys. As you all have noticed, not much is going on. Due to lack of intrest a new Gardenian album seems pretty far away. A whole bunch of songs where written but we guys Gardenian was not meant to be. It's with a heavy heart we deliver this news to you. But as it is, it is unlikely there will ever be a new album from us.
We are sorry but as of now Gardenian is dead and gone!“

## Stil
Gardenian spielen klassischen Melodic Death Metal und werden mit anderen Bands dieses Genres wie At the Gates verglichen. Charakteristisch ist zudem das hohe Spieltempo, das im Wechsel mit langsameren Passagen steht. Im Laufe der Bandgeschichte hat sich der Klang der Band leicht verändert. So ist in späteren Werken vermehrt klarer Gesang zu hören, statt der anfangs verwendeten Growls und die späteren Werke klingen zudem weniger aggressiv.

## Diskografie
- 1997: Two Feet Stand (LP, Listenable Records)
- 1999: Soulburner (LP, Nuclear Blast)
- 2000: Sindustries (LP, Nuclear Blast)
- 2005: Promo 2005 (Demo, Eigenproduktion)
- 2008: Soulburner/Sundistries (Remastered) (LP, Metal Mind Productions)